# Église Saint-Martin de Josselin
L'église Saint-Martin est un édifice religieux roman du début du XIIe siècle, situé à Josselin, dans le département du Morbihan, en France. Il n'en reste qu'une partie du chevet et une partie du transept.

## Localisation
L'église est située dans le département français du Morbihan, sur la commune de Josselin, place Saint-Martin. Elle est cadastrée section AC, numéro 194.

## Historique
Le prieuré Saint-Martin de Josselin, dont il ne reste que l'église, est fondé en 1105 par Josselin II de Porhoët, appelé aussi Josthon,. Celui-ci en fait une dépendance de l'abbaye bénédictine de Marmoutier, près de Tours,.
Le sanctuaire de l'église est sans doute achevé avant 1110, date à laquelle des reliques sont transférées de Marmoutier. Mais la construction de l'église se poursuit au milieu du XIIe siècle.
L'église prieurale sert de lieu de sépulture aux comtes de Porhoët aux XIIe et XIIIe siècles. Elle devient église paroissiale vers 1400. Au XVIe siècle, elle est dévolue quelque temps au culte protestant. Elle ne retrouve pas une fonction monastique par la suite.
Elle fait l’objet d’une inscription au titre des monuments historiques depuis le 16 décembre 2003.

## Architecture

### Plan d'origine

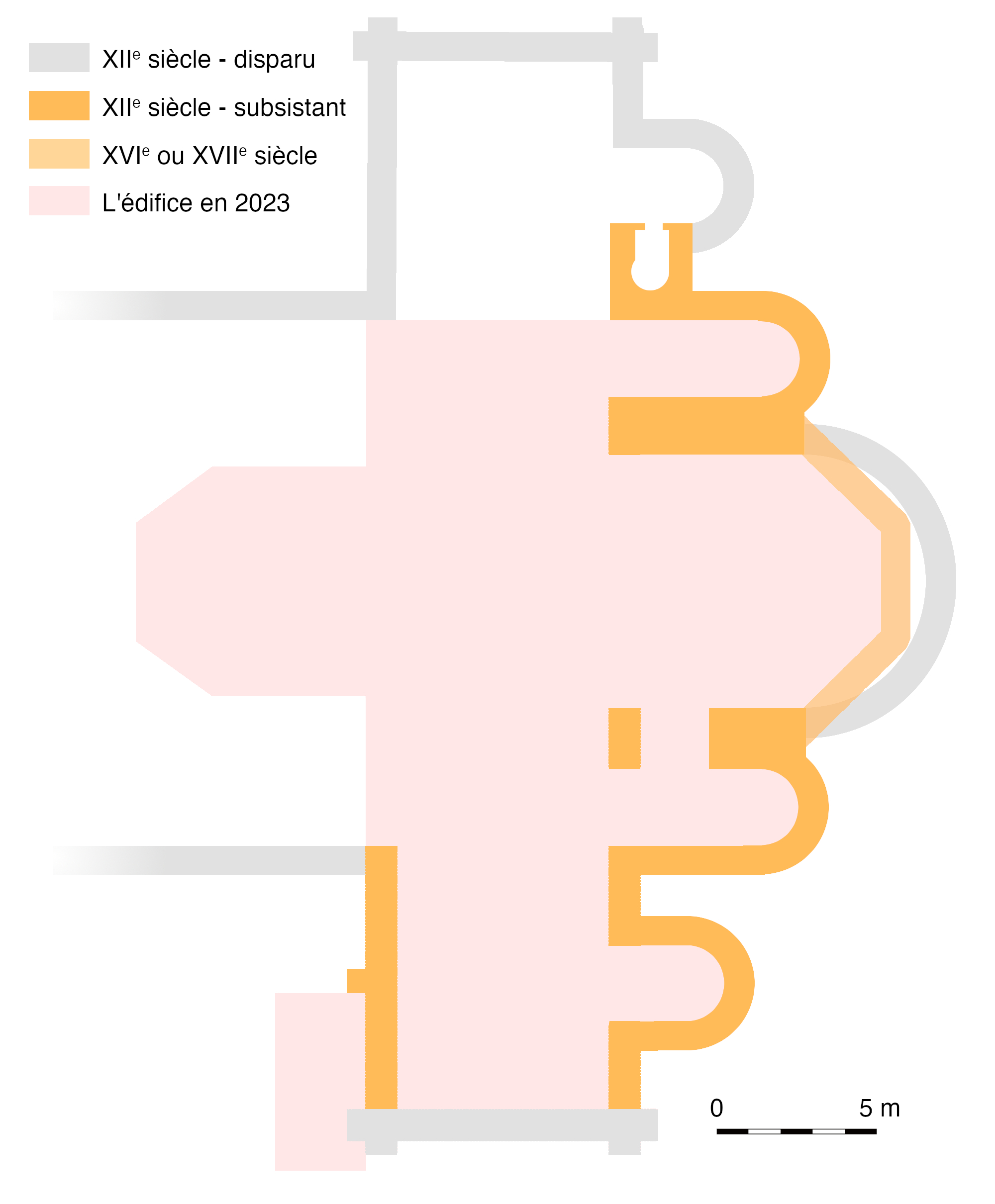
La destruction de la nef, à la fin du XVIIIe siècle ou au début du XIXe siècle, a transformé le transept d'origine et le chevet en une église orientée nord-sud.

Si l'on se fie aux vestiges archéologiques,, cette église romane respecte les principes essentiels du vrai plan bénédictin. Elle est la seule, parmi les églises romanes qui subsistent en Bretagne, à reproduire ce plan. Cette particularité la rend importante dans l'histoire de l'architecture romane de la région.
L'édifice est pourvu à l'origine d'une haute et assez large nef, et d'un transept à très longs croisillons.  On suppose qu'un clocher s'élève alors sur la croisée du transept. Le chœur liturgique à travée droite est fermé par une abside en hémicycle. Il est flanqué de deux profondes absidioles. Il communique au sud, par une arcade, avec l'une de ces absidioles. Deux autres absidioles ouvrent sur les croisillons. Les absidioles sont voûtées en cul-de-four. Dans la muraille séparant les deux absidioles nord, un étroit escalier doit mener au clocher.

### Transformations
L'abside d'origine, aussi haute que le transept, est refaite à pans coupés à la fin du XVIe ou au début du XVIIe siècle. Sa hauteur est diminuée.
La nef est détruite à la fin du XVIIIe ou au début du XIXe siècle. Il ne reste plus que le long transept et le chevet, ce qui donne à cette nouvelle église une orientation nord-sud inhabituelle. Pour lui garder une forme de croix latine, on la flanque à l'ouest d'une chapelle : celle-ci constitue avec le chevet un faux transept ouest-est. À l'intérieur, l'abside et les absidioles sont masquées par des cloisons de bois à porte vitrée. On voit encore, sur la façade ouest, l'arrachement du mur sud de la nef.
À la fin du XIXe siècle, le pignon sud s'écroule,. En 1911,, Louis Simon, « le curé architecte de Josselin », le fait remplacer par une nouvelle façade, percée d'une spacieuse loggia. On y célèbre la messe pontificale en plein air lors du pardon de Notre-Dame du Roncier, appelé jusque dans les années 1950 pardon des aboyeuses,.

## Galerie

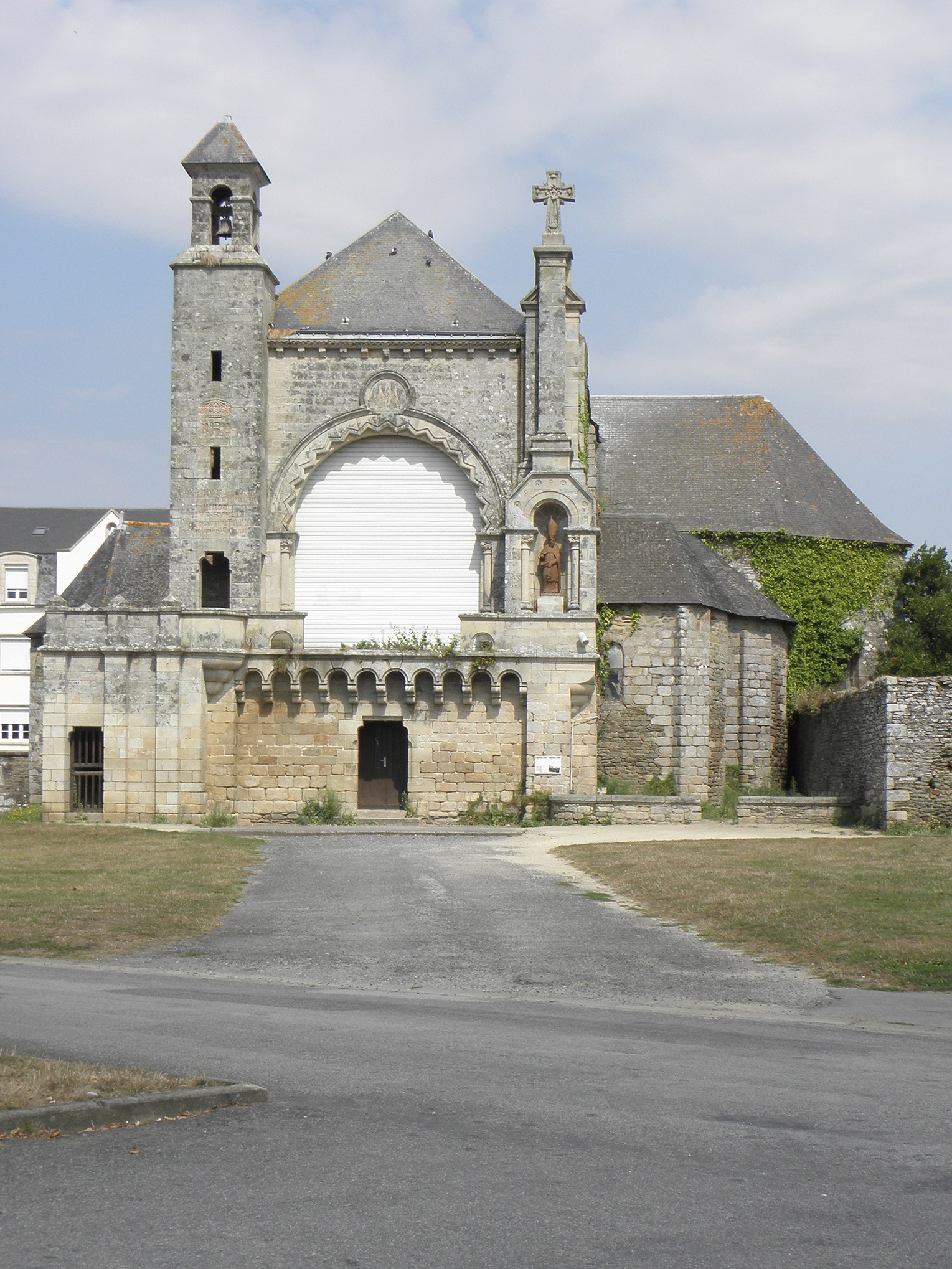
Façade méridionale de 1911 et, à droite, le chevet.
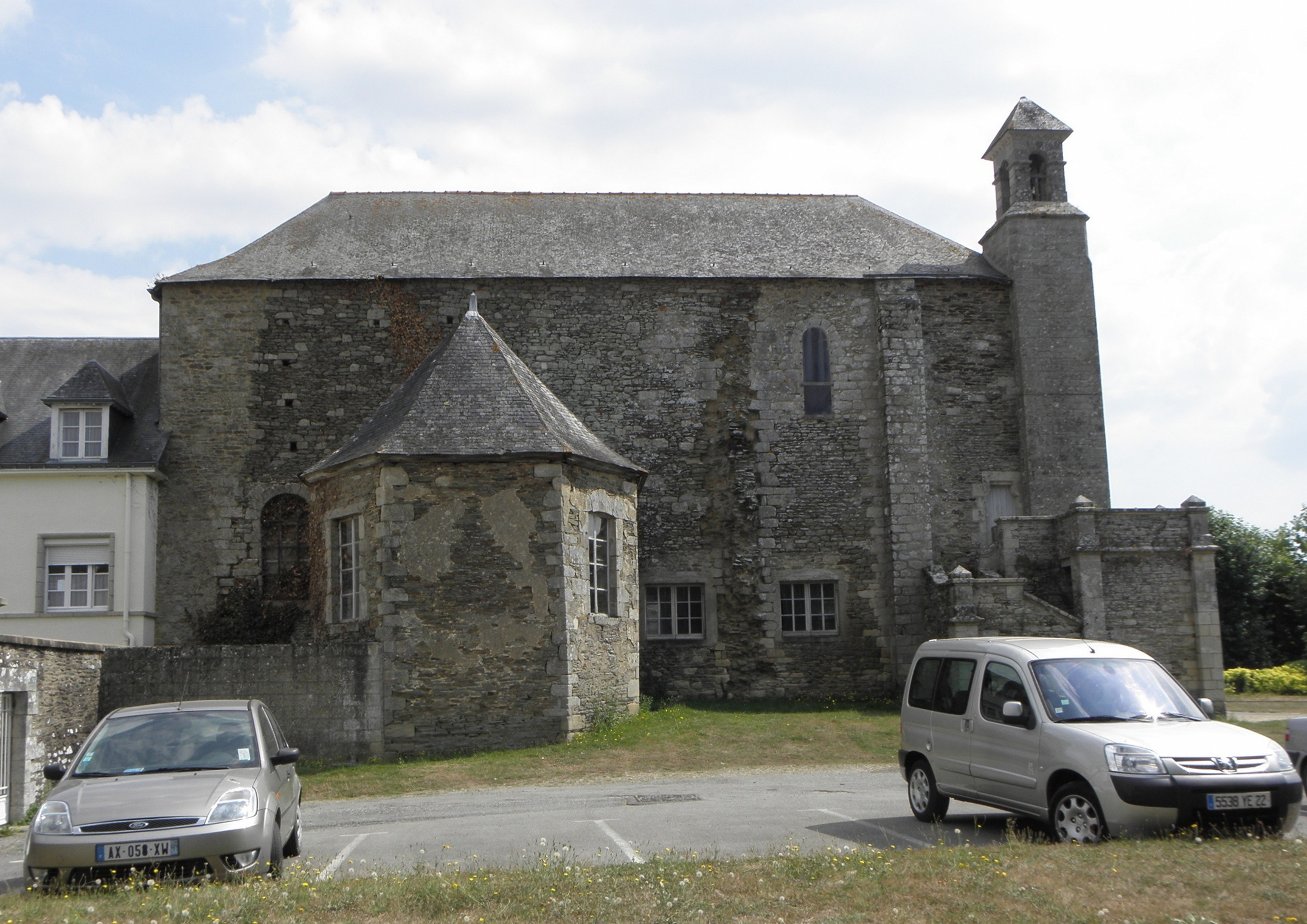
Façade ouest. À gauche, le croisillon ouest du faux transept. Au centre, arrachement du mur sud de la nef.
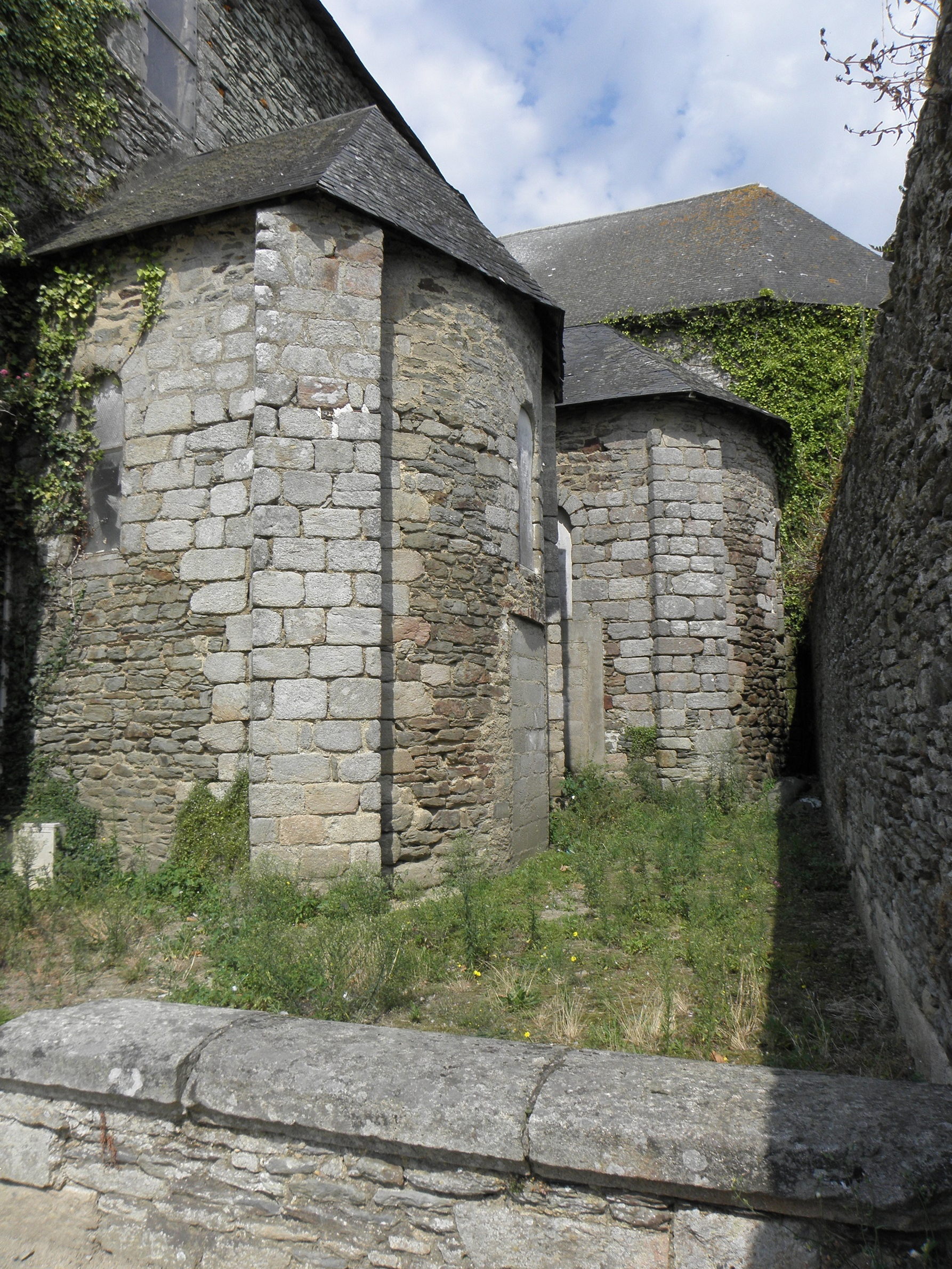
Le chevet : absidioles du XIIe siècle et, à l'arrière-plan, abside à pans coupés du XVIe ou du XVIIe siècle.